# Flavobacteriaceae
Famille
Les Flavobacteriaceae sont une famille de bactéries.

## Liste des genres
Selon LPSN (3 mai 2024) :
- Abyssalbus Xu et al. 2022
- Actibacter Kim et al. 2008
- Aegicerativicinus Huang et al. 2022
- Aequorivita Bowman & Nichols 2002
- Aestuariibaculum Jeong et al. 2013
- Aestuariimonas Park et al. 2018
- Aestuariivivens Park et al. 2015
- Algibacter Nedashkovskaya et al. 2004
- Algitalea Yoon et al. 2015
- Amniculibacterium Chen et al. 2020
- Antarcticibacterium Li et al. 2018
- Antarcticimonas Yang et al. 2014
- Aquaticitalea Xamxidin et al. 2016
- Aquibacter Hameed et al. 2014
- Aquimarina Nedashkovskaya et al. 2005
- Arenibacter Ivanova et al. 2001
- Ascidiimonas Yoon et al. 2016
- Aurantiacicella Teramoto et al. 2016
- Aurantibacter García-López et al. 2020
- Aurantivirga Song et al. 2015
- Aureibaculum Zhao et al. 2021
- Aureicoccus Park et al. 2013
- Aureisphaera Yoon et al. 2015
- Aureitalea Park et al. 2012
- Aureivirga Haber et al. 2013
- Bizionia Nedashkovskaya et al. 2005
- Capnocytophaga Leadbetter et al. 1982
- Cellulophaga Johansen et al. 1999
- Changchengzhania Wang et al. 2017
- Christiangramia Deshmukh & Oren 2023
- Citreitalea Yoon et al. 2014
- Cochleicola Shin et al. 2021
- Coenonia Vandamme et al. 1999
- Confluentibacter Park et al. 2016
- Constantimarinum Yang et al. 2023
- Corallibacter Kim et al. 2012
- Costertonia Kwon et al. 2006
- Croceibacter Cho & Giovannoni 2003
- Croceitalea Lee et al. 2008
- Croceivirga Hu et al. 2017
- Daejeonia Siddiqi et al. 2017
- Dokdonia Yoon et al. 2005
- Eudoraea Alain et al. 2008
- Euzebyella Lucena et al. 2010
- Faecalibacter Chen et al. 2020
- Flagellimonas Bae et al. 2007
- Flavicella Teramoto & Nishijima 2015
- Flavimarina Nedashkovskaya et al. 2015
- Flaviramulus Einen & Øvreås 2006
- Flavivirga Yi et al. 2012
- Flavobacterium Bergey et al. 1923
- Formosa Ivanova et al. 2004
- Frondibacter Yoon et al. 2015
- Fulvibacter Khan et al. 2008
- Gaetbulibacter Jung et al. 2005
- Galbibacter Khan et al. 2007
- Gangjinia Lee et al. 2011
- Gelatiniphilus Tang et al. 2016
- Gelidibacter Bowman et al. 1997
- Geojedonia Park et al. 2013
- Gillisia Van Trappen et al. 2004
- Gilvibacter Khan et al. 2007
- Haloflavibacter Feng et al. 2020
- Hanstruepera Hameed et al. 2015
- Hoppeia Kwon et al. 2014
- Hwangdonia Jung et al. 2013
- Hyunsoonleella Yoon et al. 2010
- Imtechella Surendra et al. 2012
- Jejudonia Park et al. 2013
- Jejuia Lee et al. 2009
- Joostella Quan et al. 2008
- Kordia Sohn et al. 2004
- Kriegella Nedashkovskaya et al. 2008
- Lacinutrix Bowman & Nichols 2005
- Leeuwenhoekiella Nedashkovskaya et al. 2005
- Leptobacterium Mitra et al. 2009
- Litoribaculum Jin & Jeon 2015
- Lutaonella Arun et al. 2009
- Luteirhabdus Ren et al. 2022
- Lutibacter Choi & Cho 2006
- Lutimonas Yang et al. 2007
- Mangrovimonas Li et al. 2013
- Maribacter Nedashkovskaya et al. 2004
- Mariniflexile Nedashkovskaya et al. 2006
- Marinirhabdus Wu et al. 2016
- Maritimimonas Park et al. 2009
- Marixanthomonas Romanenko et al. 2007
- Marixanthotalea Fu et al. 2023
- Meridianimaribacter Wang et al. 2010
- Mesoflavibacter Asker et al. 2008
- Mesohalobacter Feng et al. 2020
- Mesonia Nedashkovskaya et al. 2003
- Muriicola Kahng et al. 2010
- Myroides Vancanneyt et al. 1996
- Namhaeicola Jung et al. 2012
- Neptunitalea Yoon & Kasai 2015
- Nonlabens Lau et al. 2005
- Oceanihabitans Zhang et al. 2016
- Olleya Mancuso Nichols et al. 2005
- Paenimyroides Zhang et al. 2023
- Paramesonia Wang et al. 2020
- Pareuzebyella Huang et al. 2021
- Patiriisocius Kawano et al. 2020
- Paucihalobacter Wu et al. 2020
- Pelagihabitans Wang et al. 2020
- Pibocella Nedashkovskaya et al. 2005
- Planktosalinus Zhong et al. 2016
- Polaribacter Gosink et al. 1998
- Pontimicrobium Janthra et al. 2020
- Poritiphilus Wang et al. 2020
- Postechiella Lee et al. 2012
- Pricia Yu et al. 2012
- Pseudalgibacter Li et al. 2022
- Pseudofulvibacter Yoon et al. 2013
- Pseudotenacibaculum Huang et al. 2016
- Pseudozobellia Nedashkovskaya et al. 2009
- Psychroflexus Bowman et al. 1999
- Psychroserpens Bowman et al. 1997
- Pukyongia Kim et al. 2022
- Pustulibacterium Wang et al. 2013
- Rasiella Kim et al. 2024
- Robertkochia Hameed et al. 2014
- Robiginitalea Cho & Giovannoni 2004
- Salegentibacter McCammon & Bowman 2000
- Salinimicrobium Lim et al. 2008
- Saonia Fagervold et al. 2017
- Sediminibacter Khan et al. 2007
- Sediminicola Khan et al. 2006
- Seonamhaeicola Park et al. 2014
- Siansivirga Hameed et al. 2013
- Sinomicrobium Xu et al. 2013
- Snuella Yi & Chun 2011
- Spodiobacter Tomida et al. 2022
- Spongiiferula Yoon et al. 2016
- Spongiimicrobium Yoon et al. 2016
- Spongiivirga Yoon et al. 2015
- Subsaxibacter Bowman & Nichols 2005
- Subsaximicrobium Bowman & Nichols 2005
- Sungkyunkwania Yoon et al. 2013
- Taeania Jung et al. 2016
- Tamlana Lee 2007
- Tenacibaculum Suzuki et al. 2001
- Thermobacterium Chen et al. 2023
- Ulvibacter Nedashkovskaya et al. 2004
- Ulvibacterium Zhang et al. 2021
- Urechidicola Shin & Yi 2020
- Wenyingzhuangia Liu et al. 2014
- Winogradskyella Nedashkovskaya et al. 2005
- Wocania He et al. 2020
- Xanthomarina Vaidya et al. 2015
- Yeosuana Kwon et al. 2006
- Zeaxanthinibacter Asker et al. 2007
- Zhouia Liu et al. 2006
- Zobellia Barbeyron et al. 2001
- Zunongwangia corrig. Qin et al. 2007

## Taxonomie
Le nom correct complet (avec auteur) de ce taxon est Flavobacteriaceae Reichenbach 1992.
Le genre type est : Flavobacterium Bergey et al. 1923.

### Étymologie
L'étymologie du nom de cette famille est la suivante : N.L. neut. n. Flavobacterium, genre type de la famille; L. fem. pl. n. suff. -aceae, suffixe pour définir une famille; N.L. fem. pl. n. Flavobacteriaceae, la famille de Flavobacterium.